# Reposoir

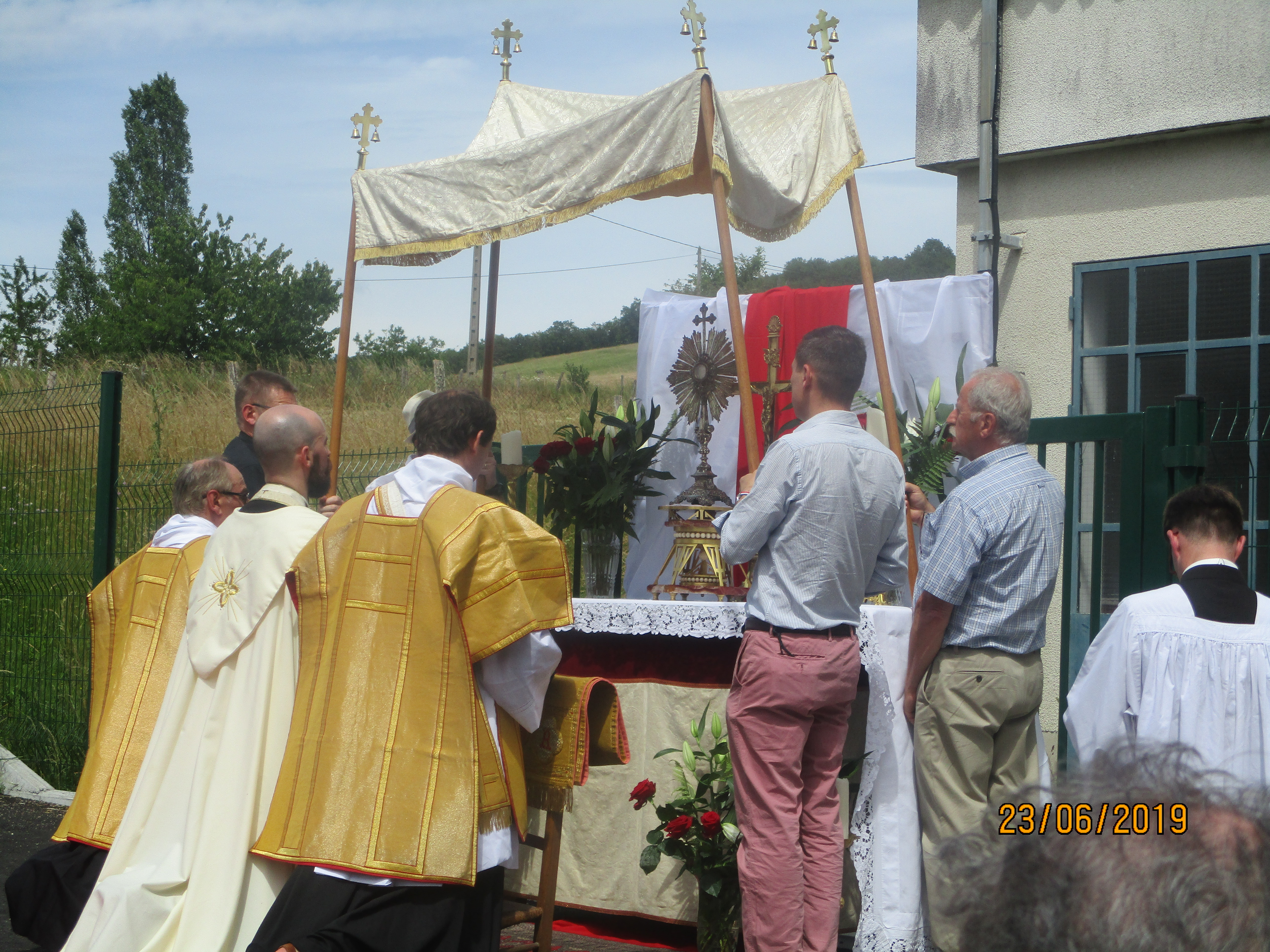
Reposoir d'une procession de la Fête-Dieu à Véron dans l'Yonne.

Un reposoir ou sépulcre est un autel provisoire destiné à abriter temporairement le Saint Sacrement en dehors du tabernacle lors des processions, par exemple celles de la Fête-Dieu ou du Jeudi saint. Il peut être placé dans une salle ou en plein air, et décoré, végétalisé et fleuri.
On appelait « reposoir » au Moyen Âge un petit oratoire, construit le long d'une route par exemple, et pouvant occasionnellement servir d'abri. Ce terme désignait aussi une dalle en console (surélevée ou non), appelée « table des morts » à côté d'une croix monumentale sur laquelle les cercueils étaient autrefois exposés et posés pendant les étapes du cortège funèbre depuis la maison du défunt jusqu'au cimetière. Ces croix étaient disposées le long de la voie des morts, à des intervalles variant en fonction des difficultés du parcours.

## Reposoir du Jeudi saint
Chaque Jeudi saint, sur le reposoir orné de fleurs, les hosties sont consacrées au cours de la messe de la Cène et sont placées, ou réservées, pour être utilisées le lendemain à l'office de la Passion. Au soir du Jeudi saint, le tabernacle est vidé et laissé ouvert, et la veilleuse rouge est éteinte. Les fidèles qui le désirent vont au reposoir pour un temps d’Adoration qui peut aller d’une heure à une partie de la nuit. Entre le moment de la mort de Jésus sur la croix et sa Résurrection, fêtée le Samedi saint au soir et le dimanche de Pâques, la messe n'est pas célébrée avec la communion. Toutes les hosties utilisées pour Pâques doivent avoir été consacrées auparavant le Jeudi saint et placées ensuite dans le reposoir ; éventuellement certaines d’entre elles sont déposées sur l’autel dans un calice recouvert d’une patène mise à l’envers ou d'un voile de calice. À la fin de l'office du Jeudi saint, tous les autels, sauf celui qui est utilisé comme autel de repos, sont dépouillés. Le Saint-Sacrement reste dans ce lieu temporaire jusqu'à la partie de la communion de la messe des Présanctifiés (service liturgique du Vendredi saint).

## Modèles de reposoir
En 1945 à Plougourvest « la plus belle cérémonie était celle de la Fête-Dieu au printemps : une procession sur près de 500 mètres, jusqu'à un reposoir en forme d'autel pour le Saint Sacrement, dans un espace tendu de draps ornés de boutons de roses. Le sol était couvert de sciure de bois teinte, entourée de marc de café et parsemée de fleurs de genêts et de digitales, disposées en figures géométriques ».

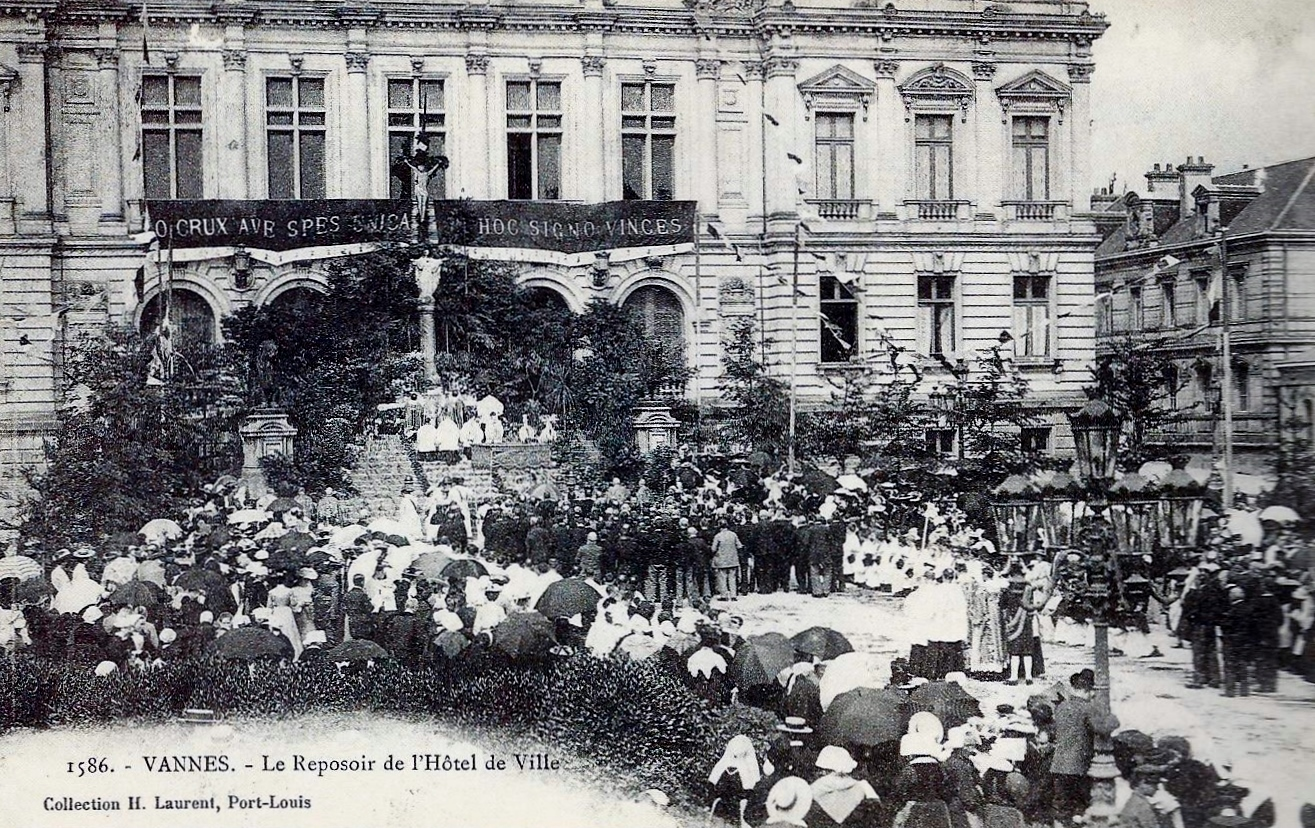
Un reposoir à Vannes vers 1920 (carte postale H. Laurent).
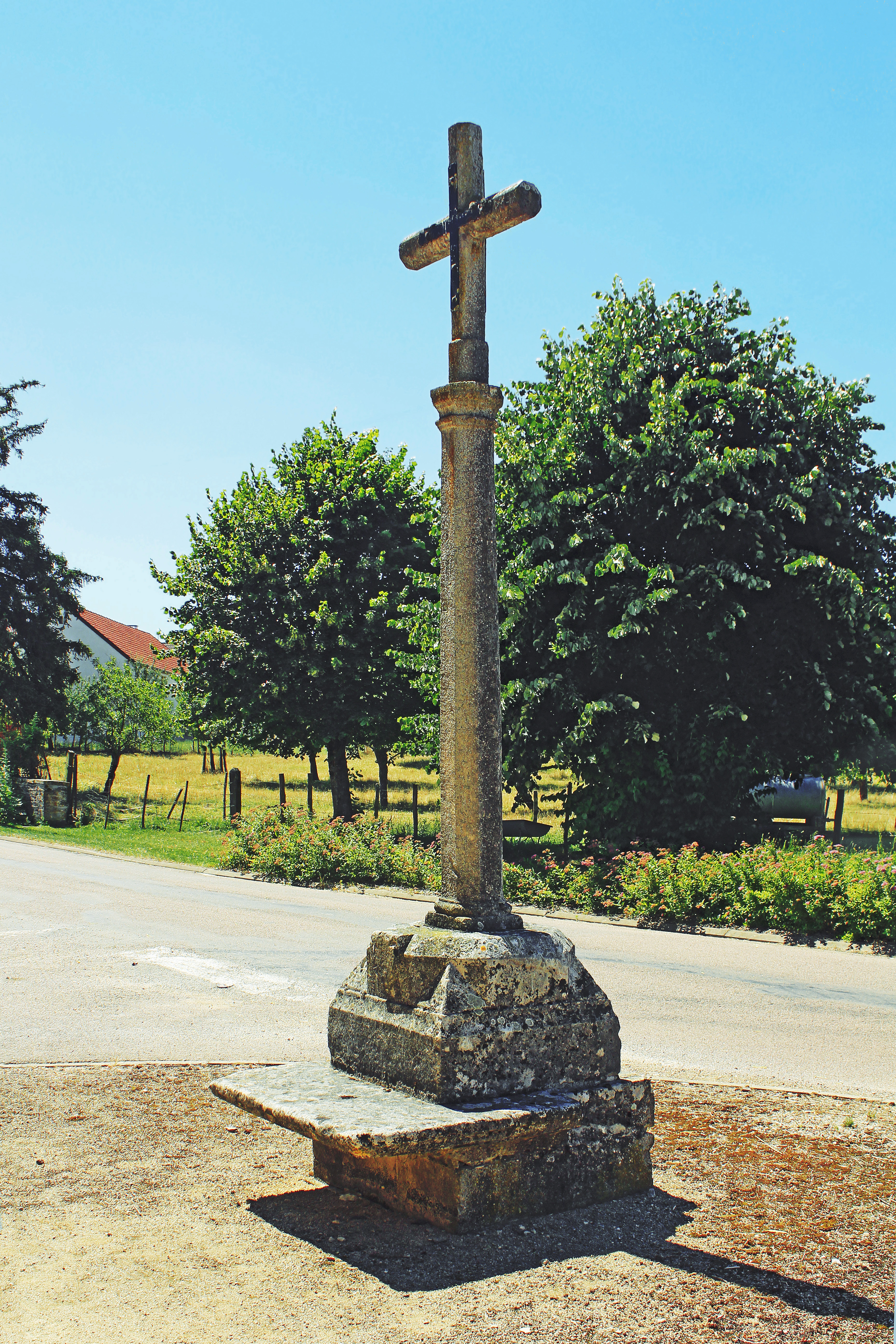
Croix à reposoir devant l'église de La Villeneuve-les-Convers.
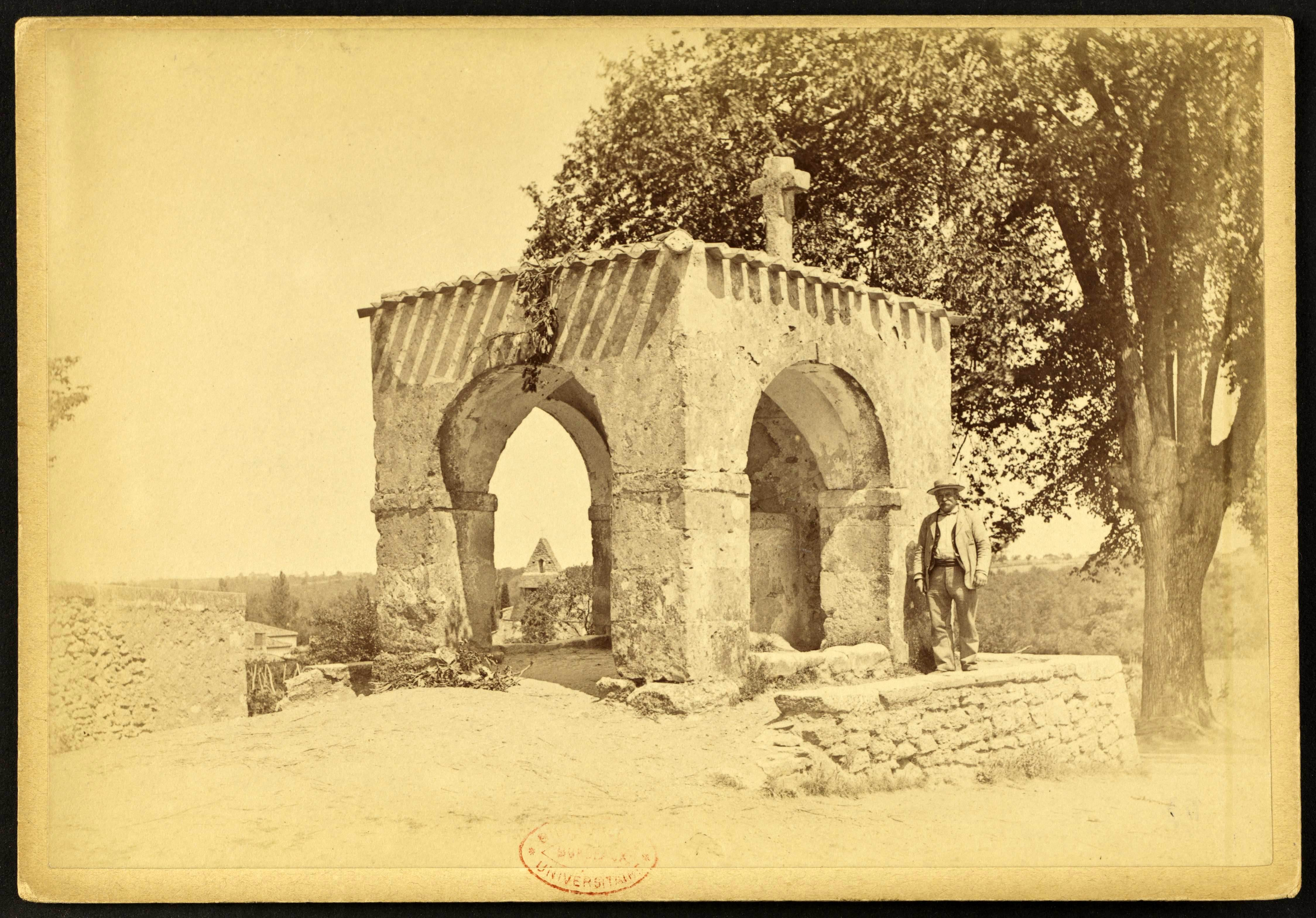
Le reposoir de Noaillac photographié par Jean-Auguste Brutails.
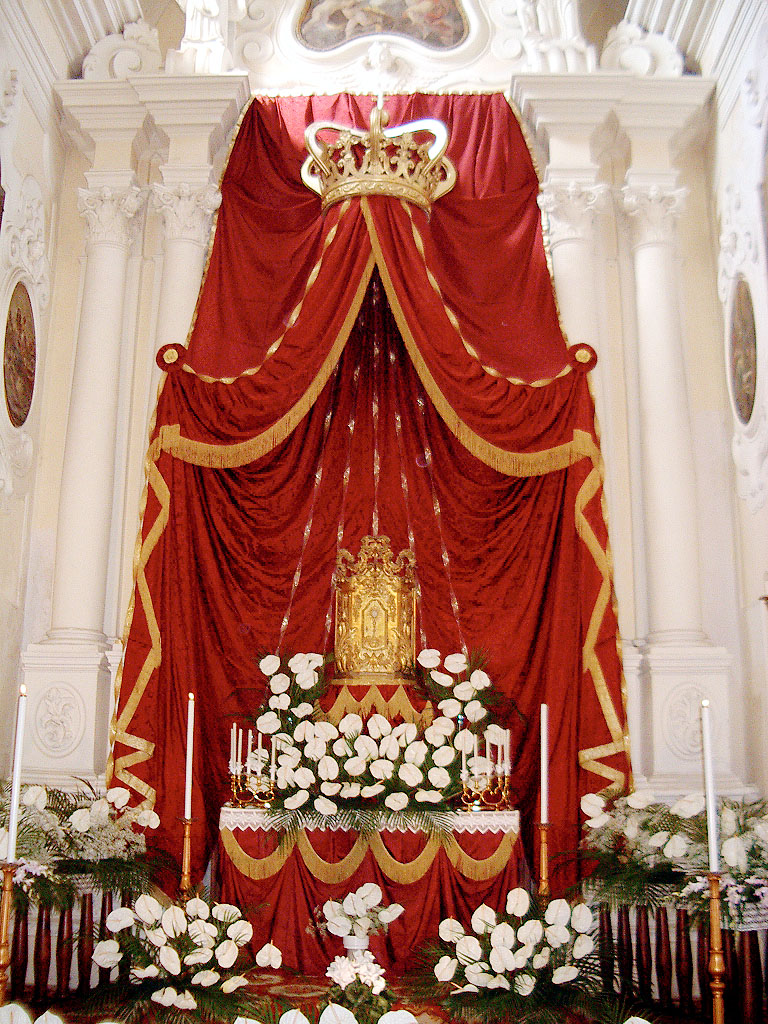
Reposoir du Jeudi saint en Italie.
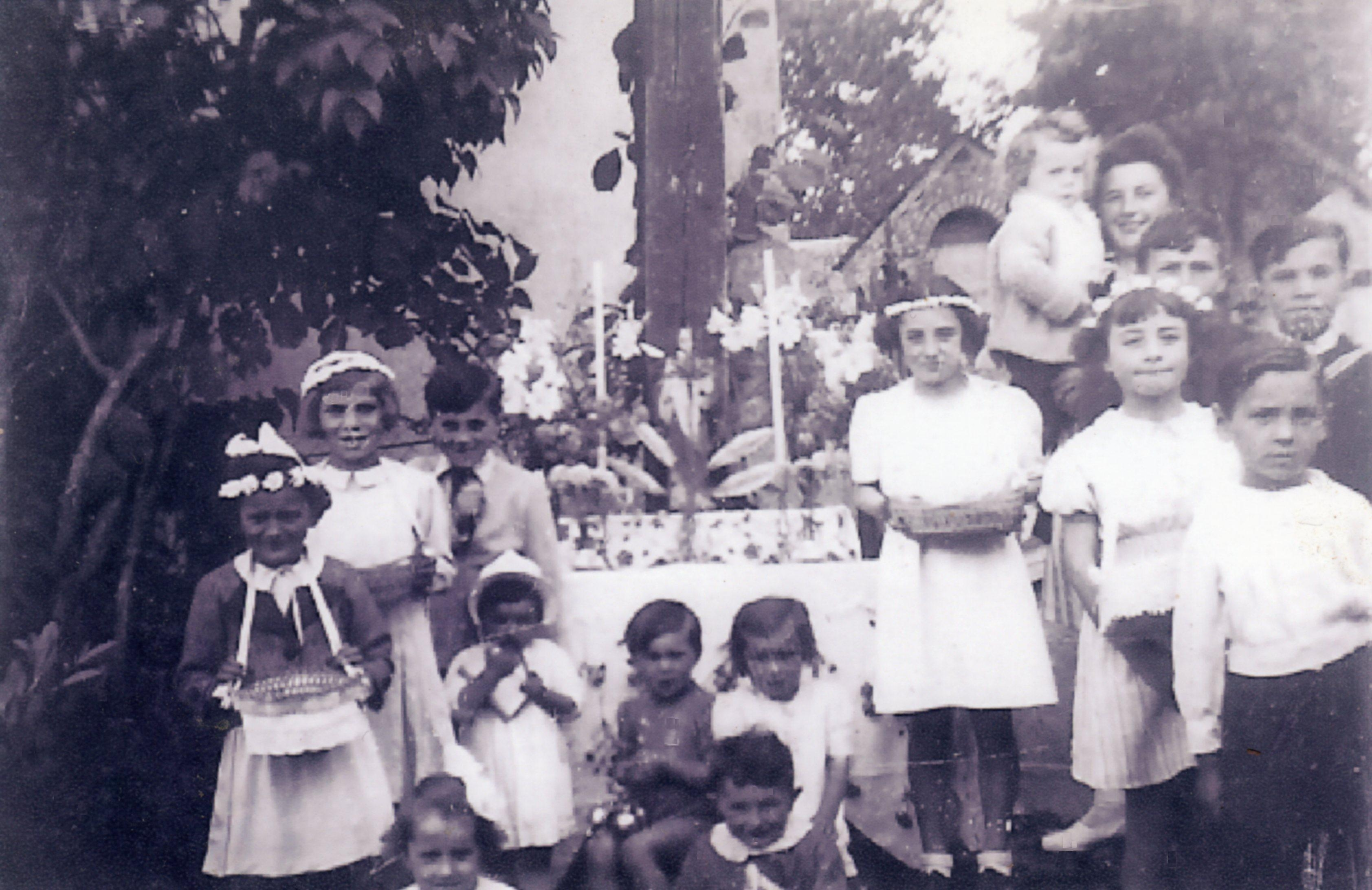
Reposoir dressé pour la Fête-Dieu, dans le village de Bourréac, (Hautes-Pyrénées), en 1945